# Kim Wilde
Kim Wilde, pseudonimo di Kim Smith (Londra, 18 novembre 1960), è una cantante e attrice britannica.
In oltre 40 anni di carriera, ha venduto oltre 60 milioni di dischi, in tutto il mondo, piazzando, tra il 1981 ed il 1993, 26 hit nella Top 75 britannica dei singoli, di cui 4 Top 10 e 4 Top 3.

## Biografia
Nasce nel quartiere londinese di Chiswick. Figlia di Marty Wilde, noto cantante britannico degli anni sessanta, durante il periodo del college incide parecchi demo con l'aiuto del fratello Ricky Wilde che attirano l'attenzione di Mickie Most, produttore della RAK Records.

### Gli anni '80
Nel 1981 il suo primo singolo, Kids in America, raggiunge il secondo posto delle classifiche inglesi e vende 2 milioni e mezzo di copie nel mondo, un ottimo lancio per l'album di debutto, intitolato semplicemente Kim Wilde. L'anno successivo incide una delle sue canzoni di maggior successo, Cambodia che, pubblicata su 45 giri, raggiunge i vertici delle hit parade in molti paesi; nello stesso anno viene inserita nel secondo album della Wilde, Select.
Nel 1984 passa alla MCA Records. Nel 1985 canta nella canzone in inglese e in francese Les Nuits sans Kim Wilde (Le notti senza Kim Wilde di Laurent Voulzy). Nel 1986, grazie al rifacimento di un brano di Diana Ross & The Supremes, You Keep Me Hangin' On, raggiunse la vetta delle classifiche statunitensi.
Il 1988 è l'anno in cui la cantante pubblica l'album Close, che si rivelerà un successo mondiale, raggiungendo la top ten in molti paesi. Dall'album verranno estratti ben 5 singoli, il secondo di questi You Came si imporrà nelle classifiche europee raggiungendo il #3 nel Regno Unito. In patria anche i successivi singoli Never Trust a Stranger e Four Letter Word raggiungeranno la top 10, posizionandosi rispettivamente al #7 e al #6.
In Italia l'album Close sarà l'unico dell'artista ad entrare in top 20, così come i singoli Hey Mr Heartache e You Came ad entrare invece in top 10. Il primo dei due in particolare, Hey Mr Heartache, snobbato in patria dove raggiungerà un magro 31º posto, sul territorio italiano si rivelerà uno dei successi dell'estate, imponendosi fino al #7. Il più grande successo della cantante in Italia tuttavia resterà You Came che salirà fino al #4 nell'autunno del 1988.
Nello stesso anno Kim Wilde aprirà il tour mondiale di Michael Jackson e nel 1990 quello di David Bowie.

### Gli anni 2000
Nel 2001 Kim Wilde torna al successo con una raccolta dei suoi brani più famosi che comprende un nuovo pezzo, Loved. Pubblicato come singolo, di cui uscirà anche un remix, Loved scala inaspettatamente le classifiche dei Paesi Bassi, della Svizzera e soprattutto del Belgio, dove raggiunge la Top 10.

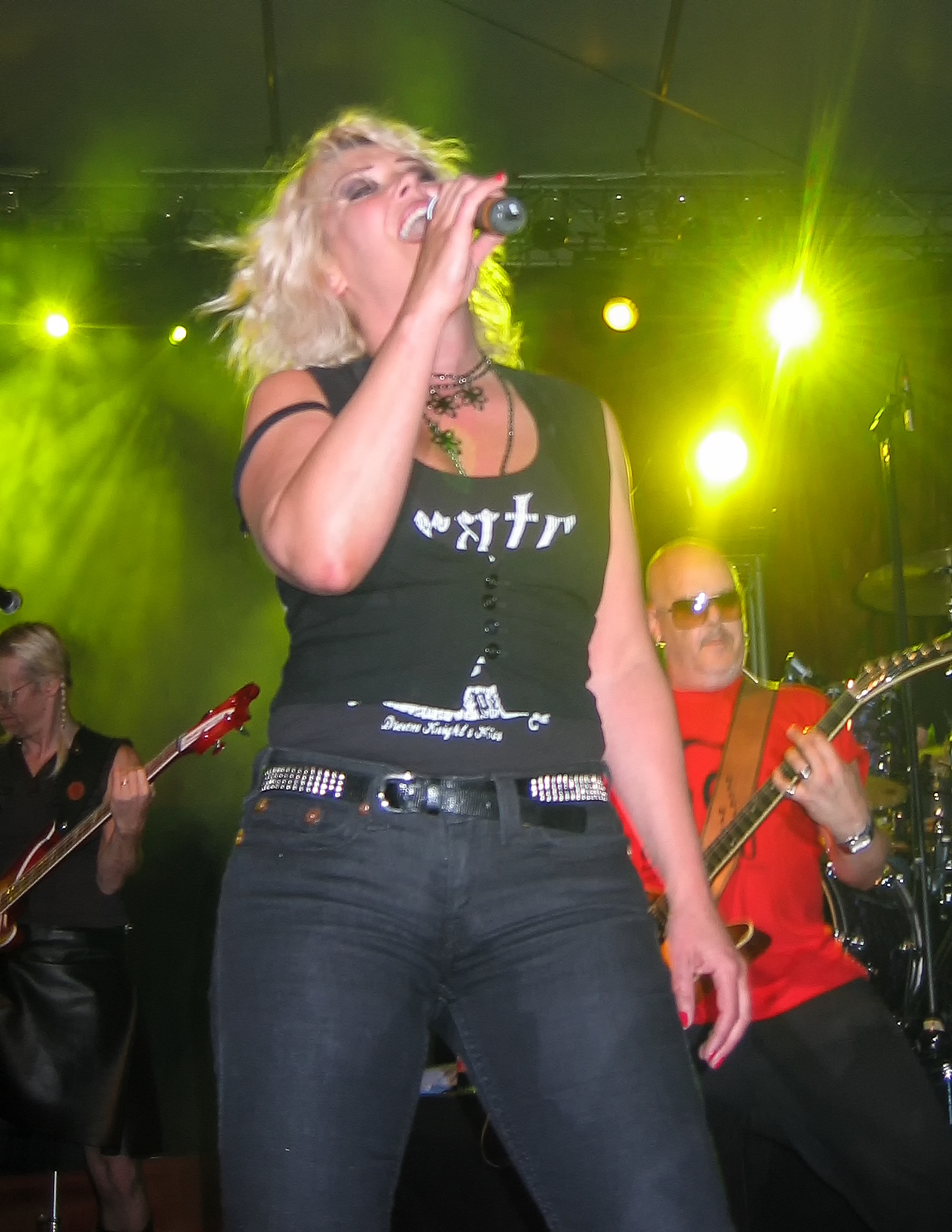
Kim Wilde in concerto (2007)

Nel 2003 torna ad un folgorante successo in quasi tutta Europa, sbancando le classifiche in cui rimarrà per oltre sei mesi con Anyplace, Anywhere, Anytime, un duetto con la cantante tedesca Nena (successo di quest'ultima del 1985 dal titolo originale Irgendwie, irgendwo, irgendwann che raggiunse la Top 3 in Germania per ben 20 settimane). Il singolo sarà numero 1 in Austria, Belgio, Germania e Paesi Bassi.
Nel 2006 esce l'album Never Say Never in Europa, Giappone e Sudafrica. You Came 2006 è il primo singolo estratto di un album che contiene rivisitazioni delle sue hit più famose. In Never Say Never sono presenti alcune partecipazioni d'eccezione, nei brani Kids in America, con Charlotte Hatherley, e You Keep Me Hangin' On, insieme a Nena, che stravolgono due canzoni che, questa volta, sono un miscuglio e passano dal genere pop alla musica dance.
Together We Belong uscito come singolo nel marzo del 2007 è stato presentato a Bruxelles per il 50º anniversario dell'Europa.
Il 3 agosto 2007, il nuovo singolo Baby Obey Me è il quarto estratto da Never Say Never e vede la collaborazione di Ill Inspecta, popolare DJ di Stoccarda, di origini olandesi.

## Teatro
Nel febbraio 1996 tenta anche la strada del teatro recitando con successo nel musical Tommy (di cui sarà attrice protagonista fino al febbraio del 1997). Il 1º settembre dello stesso anno, sposa l'attore Hal Fowler. Il 3 gennaio 1998 ha il suo primo figlio, Harry Tristan e, nel mese di gennaio 2000, dà alla luce la secondogenita, Rose Elisabeth.

## Giardinaggio
Ha una grande passione per il giardinaggio, attività parallela di cui si è occupata negli ultimi anni con iniziative, trasmissioni e documentari, conducendo dal 1999 un programma tematico per la BBC.
Tra le sue ultime fatiche ci sono anche libri di giardinaggio, tra cui Gardening with children («Fare giardinaggio con i bambini», 2005), The first time gardener («La prima volta del giardiniere», 2006), How to make a scarecrow («Come creare uno spaventapasseri», 2006) e Harry's Gardener («Il giardiniere di Harry», 2006), tutti editi dalla Collins.

## Discografia

### Album in studio
- 1981 – Kim Wilde
- 1982 – Select
- 1983 – Catch as Catch Can
- 1984 – Teases & Dares
- 1986 – Another Step
- 1988 – Close
- 1990 – Love Moves
- 1992 – Love Is
- 1995 – Now & Forever
- 2006 – Never Say Never
- 2010 – Come Out And Play
- 2011 – Snapshots
- 2013 – Wilde Winter Songbook
- 2018 – Here Come the Aliens
- 2025 – Closer

### Raccolte
- 1984 – The Very Best Of Kim Wilde
- 1985 – Top 16 - 16 Titres Originaux
- 1985 – Trio Collection
- 1985 – Disque D'Or
- 1987 – You Keep Me Hangin' On
- 1989 – You Came
- 1993 – Love Blonde - The Best Of Kim Wilde
- 1993 – The Remix Collection
- 1993 – The Best Of Kim Wilde & Sheena Easton
- 1993 – The Singles Collection 1981–1993
- 1995 – The Originals
- 1996 – The Best Of Kim Wilde - Centenary Collection
- 1996 – Greatest Hits - The Gold Collection
- 1996 – The Ultra Selection
- 1996 – The Singles Collection
- 1996 – The Gold Collection
- 1996 – Best Of
- 1997 – The Best Of Kim Wilde
- 1998 – Collection
- 1998 – Collection
- 1998 – More Of The Best
- 1998 – Original Gold
- 2000 – The Divine
- 2001 – The Collection
- 2001 – Rough & Tough
- 2001 – The Very Best Of Kim Wilde
- 2005 – Het Beste Van Kim Wilde
- 2005 – Kim Wilde
- 2006 – The Hits
- 2006 – The Hits Collection
- 2007 – The Best Of Kim Wilde - Say You Really Want Me
- 2007 – The Collection
- 2008 – Platinum
- 2011 – Essential
- 2012 – The Collection
- 2014 – The Triple Album Collection

### Singoli
- 1981 – Kids in America
- 1981 – Chequered Love
- 1981 – Water on Glass
- 1981 – Cambodia
- 1982 – Bitter Is Better
- 1982 – View From A Bridge
- 1982 – Take Me Tonight
- 1982 – Child Come Away
- 1983 – Love Blonde
- 1983 – Dancing in the Dark
- 1984 – House of Salome
- 1984 – The Second Time
- 1984 – The Touch
- 1985 – Rage to Love
- 1986 – Schoolgirl (GER #38)
- 1986 – You Keep Me Hangin' On
- 1987 – Another Step (Closer to You)
- 1987 – Say You Really Want Me
- 1988 – Hey Mister Heartache
- 1988 – You Came
- 1988 – Never Trust A Stranger
- 1988 – Four Letter Word
- 1989 – Love In The Natural Way
- 1990 – It's Here
- 1990 – Time
- 1990 – Can't Get Enough (Of Your Love)
- 1990 – I Can't Say Goodbye
- 1990 – World In Perfect Harmony
- 1992 – Love Is Holy
- 1992 – Heart Over Mind
- 1992 – Who Do You Think You Are?
- 1992 – Million Miles Away
- 1993 – If I Can't Have You
- 1993 – In My Life
- 1994 – Kids In America 1994
- 1995 – Breakin' Away
- 1995 – This I Swear
- 1996 – Shame
- 2001 – Loved
- 2002 – Born To Be Wild
- 2006 – You Came 2006
- 2006 – Perfect Girl
- 2007 – Together We Belong
- 2007 – Baby Obey Me (feat. Ill Inspecta)
- 2010 – Lights Down Low
- 2011 – It's Alright / Sleeping Satellite
- 2011 – To France
- 2012 – Ever Fallen In Love / Spirit In The Sky
- 2018 – Pop Don't Stop
- 2018 – Kandy Krush
- 2018 – Birthday

### Collaborazioni
- 1987 – Rockin' Around The Christmas Tree
- 2003 – Anyplace, Anywhere, Anytime
- 2006 – Friday Night Kids
- 2009 – Run To You
- 2012 – A Beautiful House
- 2013 – Every Time I See You I Go Wild
- 2013 – I Believe